# Hurley (Missouri)
Hurley és una població dels Estats Units a l'estat de Missouri. Segons el cens del 2000 tenia 157 habitants.

## Demografia
Segons el cens del 2000, Hurley tenia 157 habitants, 59 habitatges, i 44 famílies. La densitat de població era de 183,7 habitants per km².
Dels 59 habitatges en un 45,8% hi vivien nens de menys de 18 anys, en un 55,9% hi vivien parelles casades, en un 13,6% dones solteres, i en un 25,4% no eren unitats familiars. En el 25,4% dels habitatges hi vivien persones soles el 18,6% de les quals corresponia a persones de 65 anys o més que vivien soles. El nombre mitjà de persones vivint en cada habitatge era de 2,66 i el nombre mitjà de persones que vivien en cada família era de 3,16.
Per edats la població es repartia de la següent manera: un 34,4% tenia menys de 18 anys, un 9,6% entre 18 i 24, un 24,8% entre 25 i 44, un 15,9% de 45 a 60 i un 15,3% 65 anys o més.
L'edat mediana era de 29 anys. Per cada 100 dones de 18 o més anys hi havia 94,3 homes.
La renda mediana per habitatge era de 30.833 $ i la renda mediana per família de 32.857 $. Els homes tenien una renda mediana de 24.250 $ mentre que les dones 13.750 $. La renda per capita de la població era de 13.644 $. Entorn del 15,9% de les famílies i el 21,9% de la població estaven per davall del llindar de pobresa.

## Poblacions més properes
El següent diagrama mostra les poblacions més properes.